# ميغيل كارفاليو
ميغيل كارفاليو (بالبرتغالية: Miguel Carvalho‏) هو عداء مشي برتغالي، ولد في 2 سبتمبر 1994.

## وصلات خارجية
- ميغيل كارفاليو على موقع الاتحاد الدولي لألعاب القوى (الإنجليزية)
- ميغيل كارفاليو على موقع الاتحاد الأوروبي لألعاب القوى (الإنجليزية)
- ميغيل كارفاليو على موقع أوليمبيديا (الإنجليزية)